# Protopterus amphibius
Protopterus amphibius är en fiskart som först beskrevs av Peters 1844.  Protopterus amphibius ingår i släktet Protopterus och familjen Protopteridae. IUCN kategoriserar arten globalt som livskraftig. Inga underarter finns listade i Catalogue of Life.